# Sonnensimulator
Ein Sonnensimulator ist ein technisches Gerät zur Simulation des natürlichen Sonnenlichts. Er dient dazu, die Auswirkungen von Licht auf bestimmte zu bestrahlende Objekte auch unter Laborbedingungen zu untersuchen.
Da natürliches Sonnenlicht starken zeitlichen Schwankungen unterliegt, hat der Einsatz eines Sonnensimulators gegenüber Freilandversuchen den Vorteil, dass Messungen unter definierten, kontinuierlichen, tages- und jahreszeitlich unabhängigen Bedingungen durchgeführt und auch reproduziert werden können.
Nachteilig ist der erhöhte apparative Aufwand, die erhöhten Investitions-, Betriebs- und Wartungskosten sowie die Schwierigkeit, eine geeignete Lichtquelle zu finden, die das Sonnenlichtspektrum so genau wie möglich wiedergibt.

## Einsatzgebiete
Beispiele zur Anwendung von Sonnensimulatoren sind:
- Pflanzenexperimente unter kontrollierten Umweltbedingungen
- Anbau von Pflanzen in Gewächshäusern
- Messung von Gesamtenergiedurchlassgraden von großflächigen transparenten Bauteilen, Verglasungen, Sonnenschutzeinrichtungen u. ä.
- Lichttherapie in der Medizin
- Untersuchung der Leistungsfähigkeit von Solarzellen, siehe hier
- Untersuchung der Leistungsfähigkeit von Solarkollektoren
- Simulation des Lichtalterungsverhaltens von amorphen Solarzellen (Degradation)

## Sonnensimulatoren in der Photovoltaik
Im Bereich der Photovoltaik unterscheidet man zwischen dem gepulsten (oder Blitzlicht-Simulator) auf der einen und dem kontinuierlichen (oder stationären) Simulator auf der anderen Seite. Anforderungen an Sonnensimulatoren in der Photovoltaik sind in der Norm IEC 60904-9 festgelegt.

### Blitzlicht-Simulator
Der Blitzlicht-Simulator eignet sich besonders für die Untersuchung der Leistungsfähigkeit von Solarzellen, d. h. für die Aufnahme von Strom-Spannungs-Kennlinien. Mit einer relativ geringen elektrischen Anschlussleistung kann eine sehr hohe Bestrahlungsstärke erreicht werden. Durch die nur kurzzeitige Bestrahlung ist auch die Erwärmung des zu messenden Objektes, des Filters und der Umgebung meist vernachlässigbar.

### Kontinuierlicher Simulator

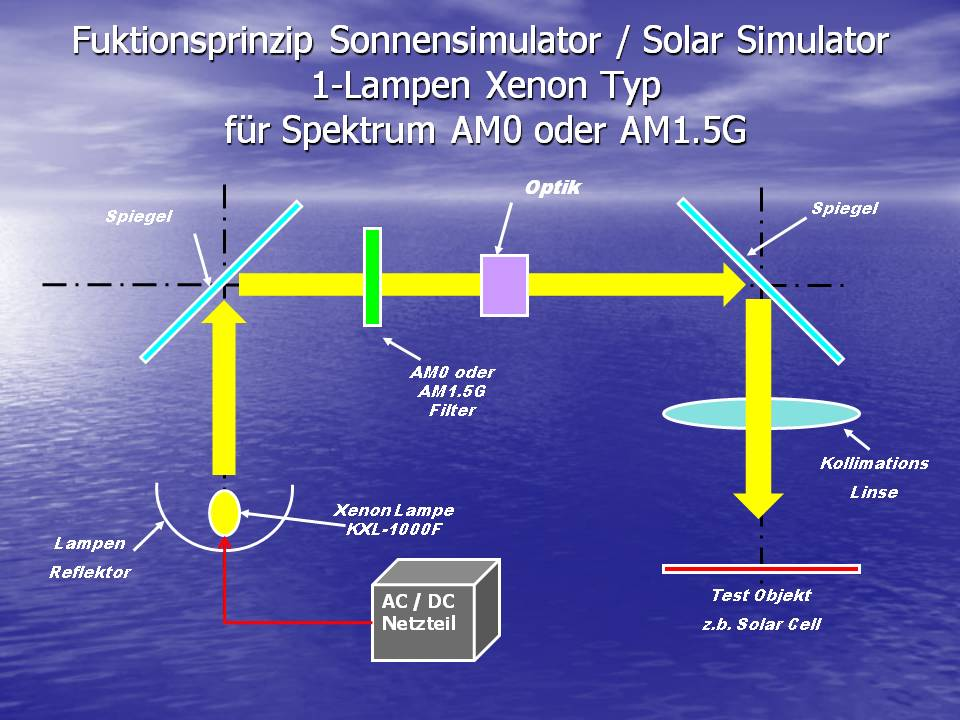
Funktionsweise eines Xenon Sonnensimulators / Solar Simulator AMO oder AM1.5G

Der kontinuierliche Simulator eignet sich für die Untersuchung des Lichtalterungsverhaltens von amorphen Solarzellen (Degradation). Der Vorteil dieses Simulators besteht in seinem einfachen, preiswerten und robusten Aufbau. Er eignet sich auch für Materialien mit längeren Ansprechzeiten, wie etwa Dünnschichtzellen aus amorphem Silizium, die eine höhere Kapazität aufweisen als Zellen aus kristallinem Silizium. Nachteilig wirken sich der vergleichsweise hohe Stromverbrauch sowie die Erwärmung der Umgebung aus.

### Weitere Unterscheidungsmerkmale
Weitere Unterscheidungsmerkmale für Sonnensimulatoren im Bereich der Photovoltaik sind:

#### Größe
Die Größe der Aufnahmeeinheit für die zu bestrahlenden Objekte reicht von wenigen Quadratzentimetern (eine Zelle) bis zu mehreren Quadratmetern (mehrere Module).

#### Genauigkeit
Entsprechend ihrer Leistung werden Sonnensimulatoren in Genauigkeitsklassen (Klasse A, B und C) eingeteilt. Die Leistungsanforderungen an Simulatoren in den unterschiedlichen Genauigkeitsklassen sind in der Norm mit der Bezeichnung IEC 60904-9 festgelegt.

#### Lichtquelle
Das dem Referenzsonnenspektrum AM 1,5 ähnlichste Spektrum haben Xenon-Lampen, gefolgt von Halogen-Metalldampflampen. Halogenlampen sind zwar preiswerter, für den Einsatz in Sonnensimulatoren im Bereich der Photovoltaik aber nur bedingt geeignet.